# Nongbua Lamphu (stad)
Nongbua Lamphu (Thais: หนองบัวลำภู, ook wel bekend onder de oude namen: Nakhonkhuenkhan Kabkaewbuaban of Mueang Kamutsaiburiram) is een stad in Noordoost-Thailand. Nongbua Lamphu is de hoofdstad van de provincie Nongbua Lamphu en het district Nongbua Lamphu. De stad heeft ongeveer 20.000 inwoners.

## Geschiedenis
De stad werd al in de 9e eeuw bewoond en behoorde eerst bij het koninkrijk Sawa en later bij Lan Xang. Vanaf de 16e eeuw hoort de stad afwisselend bij verscheidene koninkrijken. Aan het einde van de 18e eeuw raakte de stad ontvolkt doordat verscheidene legers de bevolking afvoerden. Na verscheidene pogingen het gebied weer te bevolken werd de stad officieel opnieuw gesticht in 1906 door koning Rama V onder de naam Nongbua Lamphu.

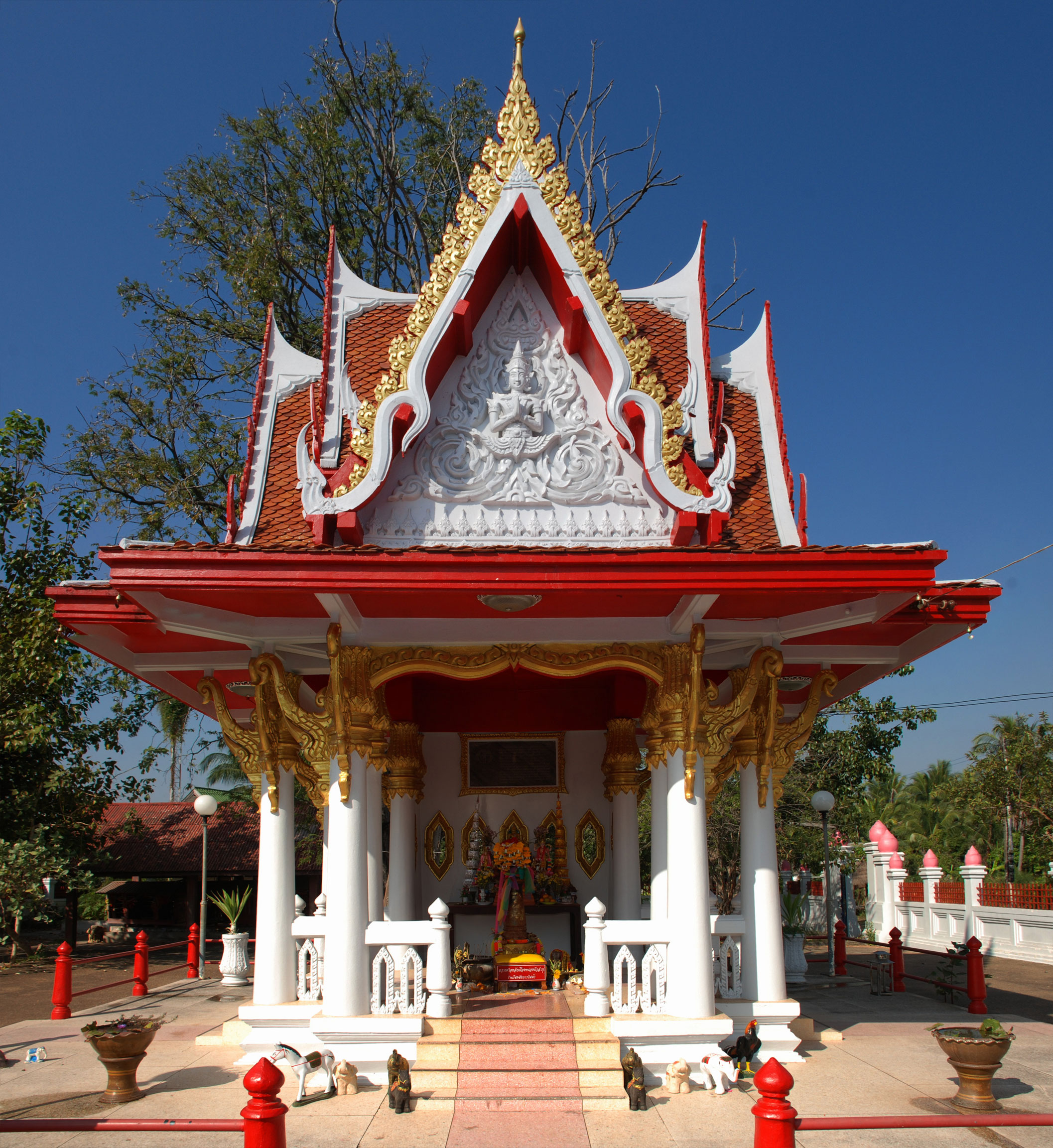
Tempel in Nongbua Lamphu